# Entephria calcarata
Entephria calcarata är en fjärilsart som beskrevs av Vorbrodt och M R 1913. Entephria calcarata ingår i släktet Entephria och familjen mätare. Inga underarter finns listade i Catalogue of Life.